# Texcoco, Oaxaca
Texcoco är en ort i Mexiko.   Den ligger i kommunen Santa María Sola och delstaten Oaxaca, i den sydöstra delen av landet, 400 km sydost om huvudstaden Mexico City. Texcoco ligger 1 497 meter över havet och antalet invånare är 176.
Terrängen runt Texcoco är huvudsakligen kuperad. Texcoco ligger nere i en dal. Runt Texcoco är det glesbefolkat, med 17 invånare per kvadratkilometer. Närmaste större samhälle är San Sebastián de las Grutas, 10,5 km nordost om Texcoco. I omgivningarna runt Texcoco växer huvudsakligen savannskog.